# Armetshofen
Armetshofen ist ein Gemeindeteil von Schwabhausen im oberbayerischen Landkreis Dachau. 

## Lage
Die Einöde liegt circa einen Kilometer nordwestlich von Schwabhausen und ist über die Staatsstraße 2047 zu erreichen. Der Ort war bereits vor der Gebietsreform in Bayern ein Gemeindeteil von Schwabhausen.

## Baudenkmäler
Siehe: Liste der Baudenkmäler in Armetshofen